# Bernie Sanders
Bernard "Bernie" Sanders (New York, New York, 8 september 1941) is een Amerikaans politicus. Hij zetelde van 1991 tot 2007 namens Vermont in het Huis van Afgevaardigden en is sindsdien senator voor Vermont. Sanders is de langstzittende onafhankelijke in de geschiedenis van het Amerikaans Congres. Voor de presidentsverkiezingen van 2016 ondernam Sanders een poging om kandidaat te worden voor de Democratische Partij, maar hij verloor de voorverkiezingen van Hillary Clinton. Voor de presidentsverkiezingen van 2020 was hij opnieuw kandidaat, maar verloor van Joe Biden.
Sanders is een democratisch-socialist, verzet zich tegen de te grote economische ongelijkheid en pleit onder meer voor een nationale ziekteverzekering. Ook gratis hoger onderwijs en een ambitieuze Green New Deal in de strijd tegen klimaatopwarming vallen onder zijn standpunten. Sanders wil de militaire uitgaven terugschroeven en beter samenwerken met andere landen. Sinds zijn presidentscampagne in 2015–16 hebben Sanders' standpunten een grote invloed gehad op de Democratische Partij.
Het publiek van Time verkoos Bernie Sanders in 2015 tot Person of the Year. Regelmatig is hij volgens peilingen de populairste senator van het land.

## Biografie
Sanders werd in 1941 in Brooklyn (New York) geboren. Zijn Pools-Joodse vader Elias Sanders emigreerde in 1921 op zeventienjarige leeftijd van Polen naar New York, waar hij uiteindelijk trouwde met Dorothy Glassberg, de dochter van Pools-Russisch-Joodse emigranten. Het grootste deel van de familie van Sanders' vader kwam om in de Holocaust. De familie was arm. Sanders en zijn oudere broer groeiden op in een driekamerappartement op East 26th Street in Midwood, Brooklyn, waar zij in de woonkamer sliepen. Volgens broer Larry was er eten en kleding in hun jeugd, maar er was geen extra geld voor gordijnen of een tapijt. Maar ze speelden veel met de bal buiten of op het schoolplein van P.S.197. Door de scouting ging hij van het "buitenleven" houden. Zijn middelbareschooldiploma haalde hij op James Madison High School.
Hij studeerde een jaar psychologie aan Brooklyn College alvorens hij de overstap maakte naar de Universiteit van Chicago (1960). Daar volgde hij colleges in geschiedenis, sociologie, psychologie, economie en politicologie. Hij las veel in de Harper Library. Als student was hij actief in de burgerrechtenbeweging en nam hij deel aan de March on Washington for Jobs and Freedom geleid door Martin Luther King, die op de National Mall zijn "I have a dream-speech" hield (28 augustus 1963). Kings levenswerk werd een voortdurende inspiratiebron voor hem. Hij leerde kritisch naar de Amerikaanse samenleving kijken: Dingen gebeurden niet zomaar. Er bestond een verband tussen rijkdom, macht en het voortduren van het kapitalisme.. In 1964 studeerde hij af met een bachelordiploma in de politieke wetenschappen.
Sanders reisde met Deborah door Europa: Groot-Brittannië (Summerhill-school) en Griekenland. Vandaar gingen ze naar Israël , waar zij in verschillende kibboetsen werkten. Hij was onder de indruk van het sociale en gezonde leven daar. In 1968 verhuisde de inmiddels gescheiden Sanders min of meer permanent naar Vermont. Hij woonde samen met Susan Mott en had verschillende baantjes: zo was hij onderzoeker bij de belastingdienst van Vermont , journalist voor enkele kranten (straatinterviews) en was hij "lid van een bouwteam" van een zekere John Barre, die hem veel bijbracht over het bouwen van huizen en silo's. In maart 1969 werd hun zoon Levi Noah geboren. Susan en hij kochten een huisje in het afgelegen dorpje Stannard, Vermont.

### Vroege politieke loopbaan
Zijn politieke loopbaan begon in 1971, toen hij zich aansloot bij de Liberty Union Party in Vermont, die voor een rechtvaardige economie, voor vrouwenrechten en tegen de Vietnamoorlog was. Hier leerde hij campagne voeren en zijn zenuwen bedwingen. Hij merkte dat hij er lol in had. Sanders stelde zich meermaals kandidaat in verkiezingen, waaronder de senaatsverkiezingen van 1972 en '74 en de gouverneursverkiezingen van '72 en '76. In 1979 verliet hij de partij en ging hij aan de slag als schrijver voor de American People's Historical Society. En richtte een eigen mediabedrijfje op dat o.a. een video van 30 minuten maakte over Eugene Victor Debs. 
In 1981 wist Sanders de burgemeestersverkiezing van Burlington te winnen. Hij versloeg Democraat Gordon Paquette, die al zes termijnen (12 jaar) de zetel bezet had. De onafhankelijke Sanders ondervond een tijdlang tegenwerking van de Democraten en Republikeinen in de gemeenteraad. Maar hij ging door met allerlei ideeën te realiseren om het stadsbestuur te democratiseren, zoals de Mayor's Councils (adviesraden voor de burgemeester) op gebied van o.a. woninghuurders, jeugd, senioren, gezondheidszorg, kunsten en belastinghervorming). Geestgenoten werden in de gemeenteraad gekozen. Hij werd drie keer herkozen en won tijdens zijn laatste verkiezing zelfs van een kandidaat, die de steun genoot van zowel Democraten als Republikeinen. De fractie rond Sanders zou later de basis vormen voor de Vermont Progressive Party. Sanders stelde zich in 1989 niet herkiesbaar. Na zijn burgemeesterschap ging hij doceren aan de Kennedy School of Government van Harvard en het kleinere Hamilton College.

### Afgevaardigde
De verkiezing voor het Huis van Afgevaardigden namens het gehele congresdistrict van Vermont werd in 1988 nog door de Republikeinse vicegouverneur Peter Smith gewonnen; Sanders eindigde als tweede. Twee jaar later echter versloeg Sanders Smith met 56% tegen 40%. Daarmee werd hij de eerste onafhankelijke in veertig jaar die een zetel in het Huis van Afgevaardigden wist te veroveren. Na 1990 werd Sanders keer op keer herkozen, vaak met grote marges.
Sanders is medeoprichter van de Congressional Progressive Caucus. Hij verzette zich tegen de inval in Irak in 2003 en stond als Afgevaardigde bekend als een tegenstander van het beleid van George W. Bush, maar ook van Alan Greenspan, de toenmalige voorzitter van de Federal Reserve.

### Senator
Toen Jim Jeffords in 2005 aankondigde zich als senator voor Vermont niet herkiesbaar te stellen, kondigde Sanders zijn kandidatuur aan. Hoewel hij nog steeds een onafhankelijke kandidaat was, schaarden verschillende Democraten zich achter Sanders; onder hen waren Barack Obama, Harry Reid en Howard Dean. De verkiezingscampagne werd een van de duurste in de geschiedenis van de staat Vermont. Sanders versloeg zakenman Richard Tarrant met gemak. In januari 2007 werd Sanders beëdigd. In 2012 werd hij herkozen met 71% van de stemmen. Volgens een peiling uit augustus 2011 was Sanders de op twee na populairste senator in het land.
Sanders heeft een overeenkomst met de Democraten in de Senaat: bij stemmingen over procedure stemt hij steevast mee met de Democraten (tenzij hij de expliciete toestemming heeft van de whip), terwijl hij over beleidsmaatregelen vrij is om te stemmen zoals hij wenst. Zijn stemgedrag ligt evenwel bijna altijd in dezelfde lijn als dat van de Democraten.
De senator is uitgesproken voorstander van maatregelen tegen de opwarming van de Aarde en verzet zich tegen de uitbreiding van kernenergie in de VS. Hij pleit ook voor meer transparante campagnefinanciering en vreest de verregaande concentratie van nieuwsbronnen in mediaconcerns. Sanders is, als een van de meest linkse congresleden in de VS, voorstander van universele gezondheidszorg en staat achter homorechten en -huwelijk. Hij is pro-choice.
Op 10 december 2010 gaf Sanders een toespraak voor de Senaat van 8,5 uur, waarin hij zich verzette tegen de verlenging van de belastingverminderingen uit het tijdperk van president George W. Bush, onderhandeld door president Obama en Republikeinse leiders in het Congres. Hoewel de speech de verlenging niet tegenhield, en het technisch gezien dus geen filibuster was, bezorgde ze Sanders veel media-aandacht. Sanders werd opgenomen in populariteitspeilingen en er gingen petities rond om Sanders te laten deelnemen aan de presidentsverkiezingen van 2012.
Sanders zat de senaatscommissie Veterans' Affairs voor, alsook de subcommissies Green Jobs and the New Economy en Primary Health and Aging.

### Democratische voorverkiezingen 2016

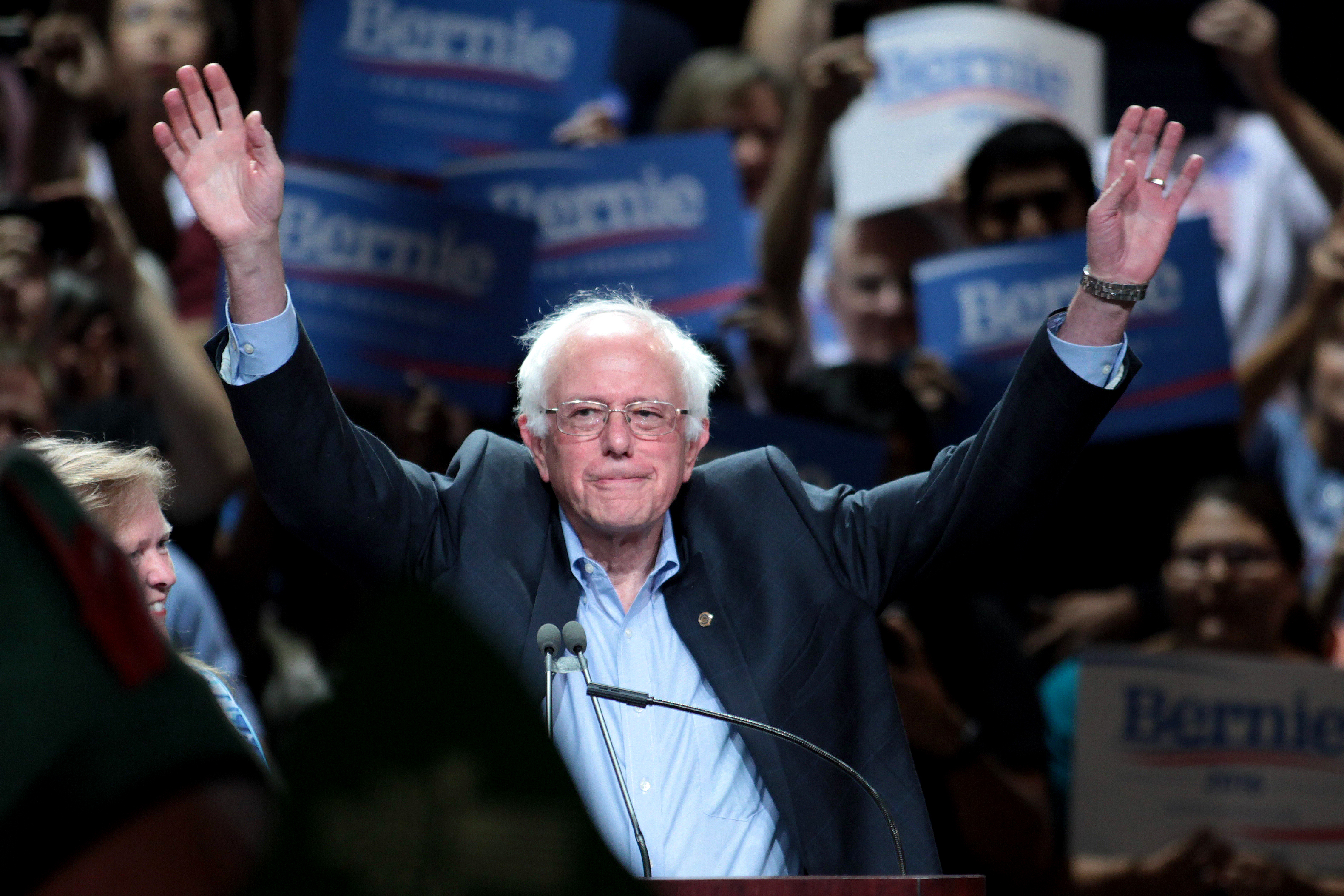
Sanders tijdens de Amerikaanse presidentsverkiezingen van 2016.

Op 30 april 2015 verklaarde Sanders zich kandidaat te willen stellen voor de presidentsverkiezingen van 2016. Op 26 mei 2015 werd zijn campagne officieel gelanceerd. Hij was de eerste die de strijd aanging met Hillary Clinton; later zouden ook Martin O'Malley, Jim Webb, Lincoln Chafee en Lawrence Lessig zich nomineren voor de voorverkiezingen, maar deze hebben later allemaal hun campagne beëindigd, zodat alleen Sanders en Clinton overbleven. In de staten Iowa en New Hampshire en zijn thuisbasis Vermont liep Sanders begin 2016 op haar voor in de peilingen.
Bij de allereerste Democratische caucuses op 1 februari 2016 in Iowa eindigde hij als tweede op slechts 0,2 procent achterstand op Hillary Clinton. O'Malley, de enige andere kandidaat die toen nog meedeed, trok diezelfde avond zich terug. Bij de eerste primary (partij-interne voorverkiezing) in New Hampshire won Sanders met 60% van de stemmen tegen Clinton. In totaal vergaarde hij zo'n dertien miljoen stemmen in de voorverkiezingen. Met name bij jongeren deed zijn boodschap over inkomensongelijkheid het goed.
Uiteindelijk won Clinton toch het kandidaat-presidentschap, mede doordat de campagne van Sanders actief werd tegengewerkt door het Nationale Comité van de Democratische Partij, ten voordele van Hillary Clinton. Om dit schandaal trad Debbie Wasserman Schultz, de toenmalige voorzitster van het Comité, af; haar opvolger Donna Brazile zou later verklaren dat Clinton de partij geld uit haar campagnekas had beloofd in ruil voor invloed. Sanders schaarde zich na zijn verlies achter Clinton in de verdere verkiezingsstrijd. Medio 2016 verliet hij de Democratische Partij weer, om zijn carrière als onafhankelijke voort te zetten. Sindsdien heeft hij een campagne opgezet om progressieve kandidaten te steunen bij de Congresverkiezingen, te beginnen met de Senaatsverkiezingen van 2018.

### Democratische voorverkiezingen 2020
Op 19 februari 2019 kondigde Sanders aan zich kandidaat te stellen voor de Amerikaanse presidentsverkiezingen 2020. Het motto dat hij zijn campagne meegaf luidt: "Not me, us!" (Het gaat niet om mij,maar om ons allemaal!). In oktober 2019 is zijn campagne tijdelijk gestaakt. De 78-jarige senator werd kortstondig in het ziekenhuis opgenomen vanwege een hartoperatie, hij had last van een geblokkeerde slagader. In de peilingen staat hij consequent in de top drie, samen met Joe Biden en Elizabeth Warren.
In het weekend van 22-23 februari 2020 meldde de Washington Post dat Sanders volgens Amerikaanse inlichtingendiensten (ongevraagd) door Rusland werd "geholpen". Desgevraagd had hij daarop geïrriteerd gereageerd dat Poetin zich verre moet houden van de Amerikaanse verkiezingen.
Enkele weken later is gebleken dat deze vermoedens uitgesproken door een medewerker van de inlichtingendienst ongefundeerd waren en het om overhaast getrokken conclusies ging, die later door de inlichtingendiensten zijn weersproken.  
Concurrent Michael Bloomberg sloeg er meteen politieke munt uit.
Bij de voorverkiezingen voor het kandidaatschap van de Democratische Partij maakte Sanders een goede start door zijn overwinning in New Hampshire. Hij werd meteen gezien als 'front runner'. Op Super Tuesday, 3 maart 2020, maakte Joe Biden evenwel een opmerkelijke comeback door in tien van de veertien deelnemende staten te winnen. De overwinning in de grootste staat van de V.S., Californië, was voor Sanders. Door het terugtreden van diverse kandidaten was duidelijk dat de strijd om de Democratische kandidatuur verder tussen Sanders en Biden zou gaan. Op 8 april trok Sanders zich terug uit de race.

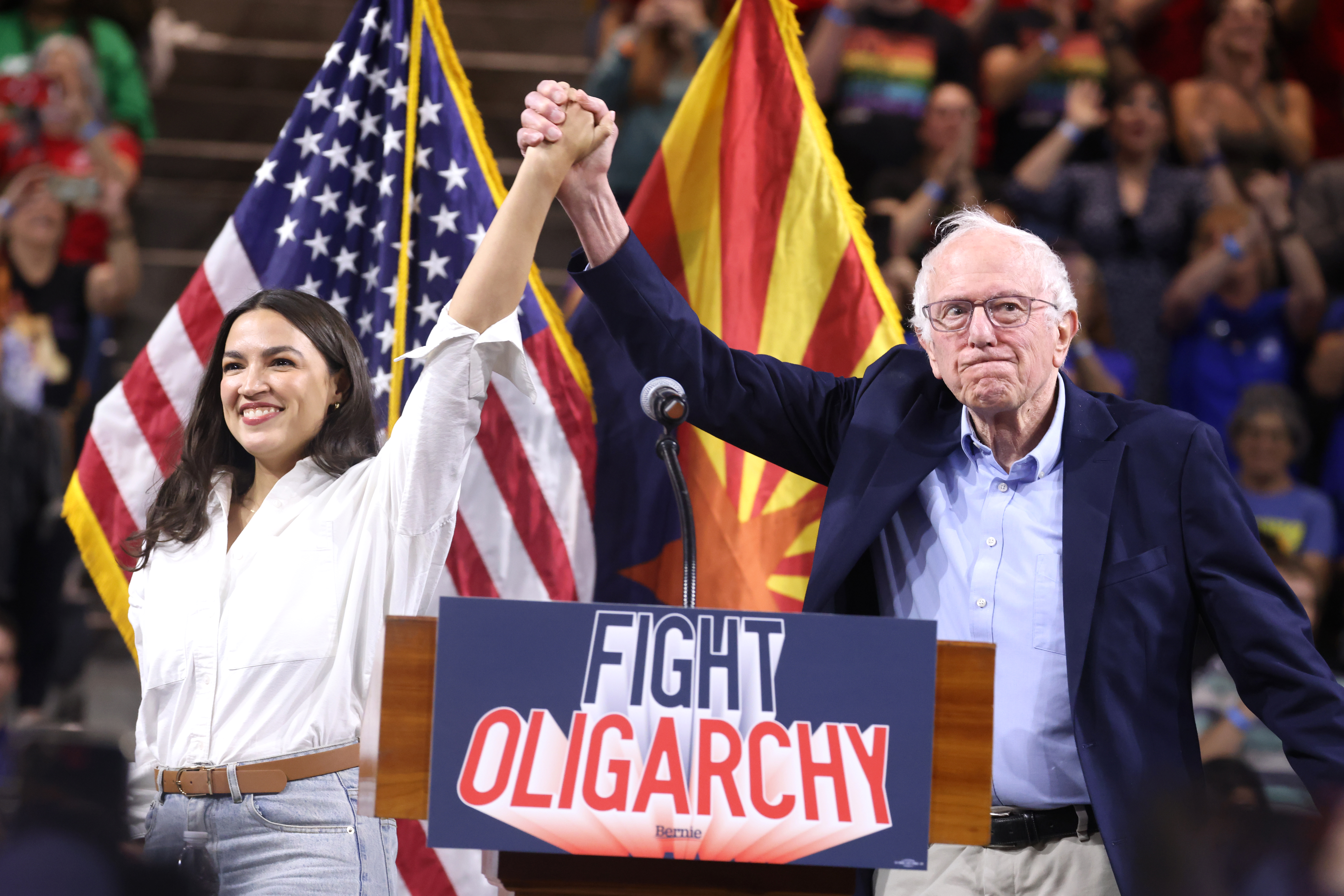
AOC (links) en Bernie Sanders (rechts) tijdens hun "Fight Oligarchy Tour" in Tempe Arizona.

### Fighting Oligarchy Tour
Sanders trekt samen met AOC (Alexandria Ocasio-Cortez) van het 14de congres district van New York doorheen het land voor de 'Fighting Oligarchy Tour'. In hun 'Fighting Oligarchy Tour' gaan ze naar swing- en Republikeinse staten om kiezers druk te laten zetten op hun vertegenwoordigers in D.C. om tegen Trumps beleid te stemmen. En te strijden tegen de invloed van rijken en bedrijven in de Amerikaanse politiek (Oligarchie) tegen te gaan.

## Standpunten

### Agenda voor een nieuw Amerika
Sanders wil de Verenigde Staten revolutionair veranderen, maar via een écht democratisch proces. In zijn boek "Onze Revolutie" beschrijft hij een zevental agendapunten:
1. De oligarchie verslaan. In de VS komt rijkdom steeds meer in handen van miljonairs, maar vooral van een kleine groep superrijken, multimiljardairs zoals de gebroeders Koch (nettowaarde zo'n 82 miljard dollar). Sanders stelt vast dat deze bijvoorbeeld middels grote donaties politieke invloed kopen om hun belangen en macht zeker te stellen en uit te breiden. Zij zouden daartoe als het ware verkiezingen 'kopen' voor politici die hen ter wille zijn. Sanders noemt in dit kader de Citizens United-uitspraak van het Amerikaanse Hooggerechtshof van 2010 rampzalig. Zo ziet hij de democratie in zijn land ondermijnd worden. Ook doordat zij de "corporate media", grote multimediabedrijven, voorts denktanks, leerstoelen en politieke frontorganisaties in eigendom hebben zouden zij de publieke opinie en politiek beleid beïnvloeden. Sanders geeft als voorbeeld de poging van de kant van fossiele brandstoffen-miljardairs om een tegenbeweging te creëren die een wereldwijde klimaatverandering ontkent[23].
2. De neergang van de middenklasse stoppen. Er leven momenteel ruim 43 miljoen Amerikanen in armoede. Volgens Sanders is er iets helemaal mis met een systeem waar de bovenste 1% bijna evenveel vermogen heeft als de onderste 90%. Vanaf de Tweede Wereldoorlog tot in de jaren '70 was de Amerikaanse economie sterk gegroeid en daarmee een brede middenklasse, die deelde in die groei. Tot machtige speciale belangen deregulering van bedrijfstakken, vooral het bankwezen, begonnen te eisen. Zij drongen aan op vrijhandelsovereenkomsten. De middenklasse zou hierdoor in verval zijn geraakt, waardoor er mensen met een partner met meerdere banen te weinig verdienen voor hun gezin. Sanders stelt dat deze tendens ongedaan moet worden gemaakt[24]
3. Een einde maken aan de gemanipuleerde economie;
4. Gezondheidszorg voor iedereen. Volgens Sanders is betaalbare gezondheidszorg een recht van elke Amerikaan. De VS geven heel veel geld uit aan zorg[25] en toch zijn - ondanks Obama's Affordable Care Act - nog tientallen miljoenen Amerikanen onverzekerd of kunnen zij het eigen risico niet betalen. Oorzaken zijn volgens Sanders marktwerking en grote bureaucratie ten gevolge van het zeer grote aantal particuliere verzekeraars. Sanders wil een Medicare for All single payer-systeem: een federaal geadministreerd systeem met uitgebreide dekking voor alle Amerikanen. Dit zou inkomensgerelateerd betaald moeten worden door respectievelijk de werkgevers en de huishoudens, uit progressieve inkomensbelastingtarieven en wijzigingen op vlak van aftrek en heffingen. Met een federaal systeem onderhandelen de farmaceutische bedrijven en de zorgverzekeraars met de overheid[26].
5. Klimaatverandering bestrijden. Een "Green New Deal";
6. Beschermen van de kwetsbaarste groepen;
7. "Corporate media", (multimediabedrijven), grotendeels in handen van een handjevol multinationals, aanpakken. Zij bepalen wat het Amerikaanse volk ziet, hoort en leest. Volgens Sanders vormt dit een directe bedreiging van de democratie.[27]

Op zijn website noemt hij nog:
1. College for All (Studeren is een recht voor iedereen);
2. A Welcoming and Safe America for All (Amerika moet in principe gastvrij zijn voor vluchtelingen en migranten).

#### Wapenbezit
Sanders wil als president de National Rifle Association aanpakken. Hij wil strikte checks bij wapenaankopen en  "assault weapons" (aanvalswapens) verbieden. Als Vermonter nam hij aanvankelijk een tussenpositie in met betrekking tot dit onderwerp. Vermont is een landelijke staat met veel boeren die zich wilden kunnen beschermen en op jacht gingen. Sanders standpunt luidde dat een wapen in Vermont iets anders is dan een wapen in Chicago, waardoor de wapenwetgeving op niveau van een staat bekeken zou moeten worden. Dit werd hem voor de voeten geworpen tijdens de Democratische voorverkiezingen van 2016. Daarna veranderde hij zijn mening.

#### Inheemse Amerikanen
Volgens Sanders zijn de "indianen", de inheemse Amerikanen (Native Americans) vanaf de eerste komst van de kolonisten "op een afschuwelijke manier behandeld". Zij werden voorgelogen en bedrogen, hun land werd gestolen en met hen gesloten verdragen werden geschonden. Nog in de 21e eeuw kennen zij grote problemen waaronder armoede en werkeloosheid en zijn de voorzieningen voor onderwijs en gezondheidszorg ontoereikend. Het zelfmoordpercentage onder de jeugd is hoog. Sanders wil hun problemen aan het licht brengen. Volgens hem moet er een fundamenteel nieuwe relatie komen tussen de federale overheid en de Native American community.

### Buitenland

#### Israël
De joodse Sanders, pro-Israël, wil dat de Palestijnen met meer respect behandeld worden. Volgens Sanders is niet alles wat Netanyahu doet goed, en waar en wanneer hij de tweestatenoplossing belemmert, zou Sanders als president geld gaan inhouden op de jaarlijkse financiële steun die de VS aan Israël geeft. Eind februari 2020 noemde hij hem zelfs een reactionaire racist (reactionary racist).

Ik ben er trots op joods te zijn. Ik heb een paar maanden in Israël gewoond. Maar naar mijn mening hebben we verdorie tegenwoordig, verdrietig genoeg, tragisch genoeg, in Israel, met Bibi Netanyahu, een reactionaire racist die de baas is van dat land.

Aan de jaarlijkse bijeenkomst van de grote pro-Israëlische lobby-groepering AIPAC zou hij wederom niet deelnemen. Volgens hem biedt dat een platform voor "leiders die schijnheilig basisrechten van de Palestijnen tegengaan". Een week daarvoor had hij in Nevada gesproken over de humanitaire crisis in de Gazastrook. Sanders stelde dat hij overwoog om de Amerikaanse ambassade uit Jeruzalem terug te brengen naar Tel Aviv als hij president zou zijn geworden bij de verkiezingen van 2020.

#### Poetins Rusland
Hij zei Poetin niet als "goede vriend" (wat volgens Sanders de visie van voormalig president Trump is) te beschouwen en dat deze zich niet moet bemoeien met de Amerikaanse verkiezingen. Citaat: Hij is een dictatoriale schurk die de democratie probeert te vernietigen en tegengeluiden het zwijgen probeert op te leggen.

## Persoonlijk
Sanders is gehuwd met Jane O'Meara Driscoll. Hij heeft een zoon uit een eerdere relatie, Levi Noah, en drie stiefkinderen, die hij als zijn eigen kinderen beschouwt. Hij heeft zeven kleinkinderen.
Sanders heeft een broer, Larry Sanders, die opkomt voor de Groene Partij in Engeland. Van 2005 tot 2013 zetelde Sanders in de Oxfordshire County Council en sinds 2016 is hij partijwoordvoerder over gezondheidszorg. Op de Democratische Partijconventie van 2016 bracht Larry Sanders de stemmen over van de Democrats Abroad; hij gaf een emotionele toespraak gericht aan zijn broer.

### Bestseller 60
| Boeken met noteringen in de Nederlandse Bestseller 60 | Jaar van verschijnen | Datum van binnenkomst | Hoogste positie | Aantal weken | Opmerkingen                      |
| ----------------------------------------------------- | -------------------- | --------------------- | --------------- | ------------ | -------------------------------- |
| Het is oké om kwaad te zijn op het kapitalisme        | 2023                 | 18-10-2023            | 18              | 3            | in samenwerking met John Nichols |